# Elsberg (Voorburg)
De Elsberg was een met elzen begroeide heuvel in het grensgebied tussen Voorburg en Leidschendam. Deze "berg" lag aan de oude Hereweg (nu nog Herenstraat in Rijswijk en Voorburg) tussen Rijswijk en Leiden, die liep over een oude duin ofwel de tweede strandwal. Voor zover bekend was de heuvel een soort heilige plaats tot aan de reformatie.
Op de plek van de voormalige Elsberg zijn veel Romeinse munten gevonden, wat erop kan duiden dat de religieuze betekenis van deze locatie zelfs tot die tijd teruggaat. In dat geval zou de van oorsprong heidense Elsberg een gekerstende heilige plaats zijn geworden. De heuvel speelde een rol in de jaarlijkse processie ter ere van Sint Martinus, patroonheilige van de parochie Voorburg. Deze processie werd gehouden tussen Geestbrug, Elsberg en de parochiekerk.
Na de reformatie is de Elsberg tussen 1627 en 1667 onder calvinistisch bewind afgegraven vanwege zandwinning. Nu herinnert de straatnaam Elsbergstraat in de wijk Damsigt, Park de Elsberg en het wooncomplex "De Elsberg", Sijtwende in de wijk Essesteyn in Voorburg nog aan de Elsberg.
Kerken in Voorburg met de naam (Sint-)Martinus:
- Martinuskerk, gotische kerk uit circa 1200 (NH/PKN)
- Sint-Martinuskerk, neogotische kerk uit 1889-1893 (RK)